# Laclolema (Ort)
Laclolema (Laclo-Lema, Laklolema) ist ein osttimoresischer Ort im Suco Dato (Verwaltungsamt Liquiçá, Gemeinde Liquiçá). Das Dorf liegt im Süden der Aldeia Laclolema in einer Meereshöhe von 351 m. An der Siedlung führt eine Straße vorbei, die es mit der Gemeindehauptstadt Vila de Liquiçá im Norden und mit Hatarlema im Süden verbindet. Die Grundschule Laclolemas liegt am anderen Ufer des Flusses Laklo im Osten.